# Corporación Deportiva Club Atlético Nacional
La Club Atlético Nacional S. A., meglio nota come Atlético Nacional de Medellín o semplicemente come Atlético Nacional, è una società calcistica colombiana con sede nella città di Medellín. Milita nella Categoría Primera A, la massima divisione del campionato colombiano, e condivide lo stadio Atanasio Girardot (44.739 spettatori) con l'Independiente Medellin.
Insieme a Millonarios e Santa Fe è uno dei tre club che hanno disputato ogni edizione della massima divisione colombiana. Premiato come miglior club colombiano del XXI secolo, l'Atlético Nacional vive accese rivalità con il Deportivo Independiente Medellin, con cui disputa un match denominato El Clásico Paisa, e i Millonarios.
Fondato nel 1947 con il nome di Club Atlético Municipal de Medellín dall'allora presidente della lega calcistica del dipartimento di Antioquia Luis Alberto Villegas López, nel 1996 fu rilevato dalla Organización Ardila Lülle.
È storicamente uno dei migliori club calcistici colombiani. Nella sua bacheca figurano 18 titoli nazionali, tre titoli di Súper Liga e sette Coppe di Colombia, che ne fanno il club colombiano più titolato, e due Coppe Libertadores, vinte nel 1989 grazie ad una squadra composta da soli calciatori colombiani (da cui il soprannome Puros Criollos), prima compagine colombiana a riuscire nell'impresa, e nel 2016. In ambito internazionale il club ha vinto anche una Recopa Sudamericana, due Coppe Merconorte e due Coppe Interamericane, per un totale di sette trofei internazionali.

## Storia

### Fondazione e primi anni di professionismo
Il club fu fondato il 7 marzo 1947 con il nome di Club Atlético Municipal de Medellín da Luis Alberto Villegas López, presidente della lega calcistica del dipartimento di Antioquia, allo scopo di promuovere la pratica del calcio e della pallacanestro in città. Si basava sulla Unión Indulana Foot-Ball Club, una squadra di calcio dilettantistica facente parte della Liga Antioqueña de Fútbol, il campionato locale. I membri ufficiali erano: Luis Alberto Villegas Lopera, Jorge Osorio, Alberto Eastman, Jaime Restrepo, Gilberto Molina, Raúl Zapata Lotero, Jorge Gómez Jaramillo, Arturo Torres Posada and Julio Ortiz.
L'Atlético Municipal partecipò alla prima edizione del campionato nazionale nel 1948. Ogni club doveva versare 1000 pesos (1050 dollari). L'Atlético Municipal disputò la sua prima partita nella storia del torneo contro l'Universidad, battendola per 2-0. Si piazzò sesta su dieci partecipanti con sette vittorie, quattro pareggi e sette sconfitte.

### Cambio di denominazione, primi successi e crisi economica
Nel 1951 l'Atlético Municipal cambiò nome in Atlético Nacional, a conferma della volontà di incarnare lo spirito nazionale colombiano, come dimostra l'introduzione di una politica di ingaggio di soli calciatori colombiani. Solo nel 1953 il club annoverò in squadra il primo calciatore straniero, l'argentino Atilio Miotti.

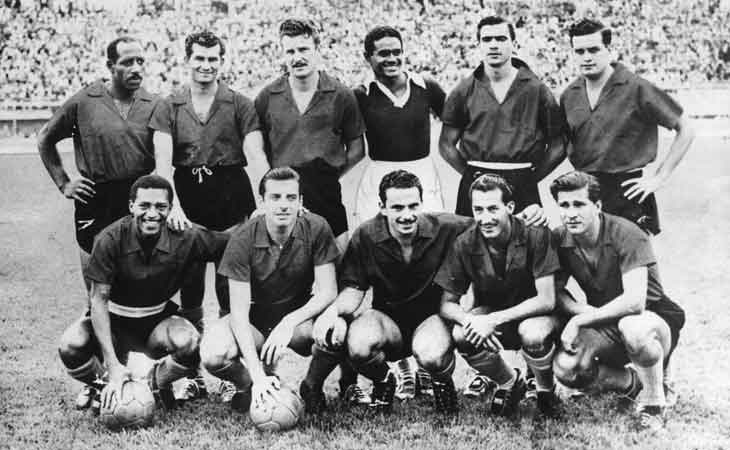
La squadra del Nacional che vinse il titolo colombiano per la prima volta

Nel 1954 l'Atlético Nacional si aggiudicò il suo primo titolo nazionale, allenato da Fernando Paternoster, che aveva già guidato la squadra dal 1948 al 1951. Il percorso del club fu caratterizzato da una sola sconfitta, contro il Boca Juniors de Cali. L'argentino Carlos Gambina fu capocannoniere del torneo con 21 gol.
Nel 1958, a causa di una crisi economica, l'Atlético Nacional e l'Independiente Medellín si fusero in un'unica squadra, che continuò a giocare con il nome di Atlético Nacional, ma fu nota come Independiente Nacional. La fusione durò soltanto una stagione e dall'annata successiva i due club tornarono ad avere squadre separate.

### Gli anni 1970 e l'era Zubeldía
Nel 1973, a 19 anni dal primo titolo nazionale, l'Atlético Nacional mise in bacheca il suo secondo titolo colombiano. Classificatasi prima nel Torneo Finalización con 34 punti, la squadra sfidò Millonarios e Deportivo Cali nella fase finale e si aggiudicò il torneo con tre vittorie e una sconfitta in quattro partite.
Il 22 luglio 1976 arrivò sulla panchina dell'Atlético Nacional l'argentino Osvaldo Zubeldía, che aveva vinto vari titoli in patria con l'Estudiantes de La Plata. Il tecnico portò la squadra al successo in campionato nel 1976 e nel 1981. Il 17 gennaio 1982 Zubeldía morì a causa di un infarto. Lo sostituì l'uruguaiano Luis Cubilla, nel 1983. In questo anno, precisamente il 6 aprile, fu inaugurata la Escuela de Fútbol de Nacional con a capo Francisco Maturana.

### IPuros Criollose la prima Coppa Libertadores
Nel 1987 il club tornò alla politica di ingaggio di soli calciatori colombiani (Puros Criollos). Il nuovo allenatore Francisco Maturana poteva contare su calciatori di sicuro valore come René Higuita, Norberto Molina, Andrés Escobar, Luis Carlos Perea, Luis Fernando Herrera, John Tréllez, Leonel Álvarez, Gildardo Gómez e Albeiro Usuriaga, tutti membri più o meno affermati della nazionale di calcio della Colombia. Nel 1988 l'Atlético Nacional giunse primo nella classifica complessiva e fu ammesso alla fase finale del campionato. Qui si piazzò secondo a pari punti con i Millonarios, ma penalizzato dalla differenza reti. Si qualificò per la Coppa Libertadores 1989. Il club aveva partecipato già alla Coppa Libertadores cinque volte, l'ultima delle quali nel 1982. Va segnalato inoltre che negli anni ottanta la squadra fu di proprietà del noto narcotrafficante colombiano Pablo Escobar, sotto la cui presidenza, l’Atlético riuscì a vincere importanti trofei.
Nel 1989 l'Atlético Nacional divenne la prima compagine colombiana a vincere la Copa Libertadores. Dopo aver superato il girone con Millonarios, Deportivo Quito ed Emelec con 7 punti, 3 in meno dei Millonarios, affrontò nuovamente i Millonarios nei quarti di finale e li sconfisse per 2-1 tra andata e ritorno. In semifinale, dopo uno 0-0 in Uruguay, batté il Danubio per 6-0 in casa con quattro gol di Albeiro Usuriaga, un gol di Alexis García e uno di Níver Arboleda. Nella doppia finale, contro i paraguaiani dell'Olimpia, l'Atlético Nacional fu sconfitto per 2-0 ad Asunción (gol di Rafael Bobadilla e Vidal Sanabria), ma nel ritorno, che si giocò a Bogotà, riuscì a riequilibrare il risultato con un'autorete di Fider Miño e un gol di Albeiro Usuriaga. Si andò così ai tiri di rigore, dove l'Atlético vinse per 5-4, conquistando il suo primo trofeo internazionale.
Il 17 dicembre 1989, allo Stadio Olimpico di Tokyo, la squadra di Maturana affrontò, in qualità di campione del Sudamerica, il fortissimo Milan di Arrigo Sacchi, campione d'Europa in carica, nella gara che assegnava la Coppa Intercontinentale. La partita, molto tattica e poco spettacolare, fu decisa in favore degli italiani da un gol messo a segno da Evani ad un minuto dalla conclusione dei tempi supplementari.
Come vincitore della Coppa Libertadores il Nacional prese parte anche alla Coppa Interamericana 1989. Contro i Pumas UNAM, vincitori della CONCACAF Champions' Cup 1989, il Nacional si impose per 2-0 all'andata, il 5 marzo 1990, e per 4-1 nella partita di ritorno, giocata a Città del Messico il 1º agosto 1990. Perse poi la Recopa Sudamericana 1990 uscendo sconfitto per 1-0 contro i vincitori della Supercoppa Sudamericana 1989, gli argentini del Boca Juniors.
Il Nacional riuscì a raggiungere la semifinale della Coppa Libertadores sia nel 1990 che nel 1991, eliminata in ambo i casi dagli avversari della finale del 1989, i paraguaiani dell'Olimpia. La squadra vinse il campionato colombiano del 1991 grazie al primo posto ottenuto nella fase finale con América, Junior e Santa Fe.

### Anni 2000 e la seconda Coppa Libertadores
Nel 2004 il Nacional venne nuovamente meno alla politica di ingaggio di soli calciatori colombiani acquistando il venezuelano Jorge Rojas e l'argentino Hugo Morales. Il Nacional è l'unica squadra colombiana che ha vinto due titoli nazionali, Apertura e Finalización, da quando fu istituita tale formula, nel 2002, avendo trionfato nel 2007 e nel 2013.
Nel 2009 il Nacional visse la stagione più tribolata della sua storia, con un 17º posto finale nel Torneo Apertura, con sole tre vittorie in diciotto partite. Nel Torneo Finalización la squadra si piazzò settima, qualificandosi per il turno successivo, dove la squadra fu inserita nel gruppo B con Atlético Huila, Deportes Tolima e Santa Fe. Il secondo posto non bastò a qualificarsi per le fasi finali del campionato.
Nel 2012 il club si classificò 12° nel Torneo Apertura e non si qualificò per il turno successivo. Sulla panchina della squadra arrivò Juan Carlos Osorio, già allenatore dell'Once Caldas dal 2010 al 2011 e capace di vincere il Torneo Finalización 2010. Osorio era, tuttavia, reduce da una cattiva stagione come tecnico del Puebla, con sole due vittorie ottenute in undici partite. Nel Torneo Finalización il Nacional si classificò 5° e si qualificò per il turno successivo. Non bastò poi per andare avanti nel torneo il secondo posto nel raggruppamento con Independiente Medellín, Itagüí e La Equidad. Quell'anno il Nacional mise in bacheca la sua prima Copa Colombia, battendo il Deportivo Pasto per 2-0 tra andata e ritorno. La squadra vinse anche la prima edizione della Súper Liga colombiana, sconfiggendo lo Junior per 6-1 tra andata e ritorno.
Nel 2013 il Nacional vinse per la seconda volta i due tornei del campionato, il Torneo Apertura e il Torneo Finalización, e la Copa Colombia, conquistata battendo per 3-2 (tra andata e ritorno) i Millonarios, detentori del trofeo. Nel Torneo Apertura ebbe la meglio sul Santa Fe; nel Torneo Finalización batté il Deportivo Cali. In totale fece registrare 29 vittorie, 16 pareggi e 7 sconfitte nel 2013. Nella Copa Sudamericana 2013 il Nacional fu eliminato dal San Paolo nei quarti di finale (3-2 per i brasiliani il risultato complessivo).
Nel 2014 la squadra si aggiudicò il Torneo Apertura, il terzo consecutivo, battendo in finale lo Junior per 4-2 ai tiri di rigore (2-2 il punteggio complessivo tra andata e ritorno). Nel Torneo Finalización la squadra fu eliminata in semifinale, giungendo terza in un gruppo con Atlético Huila, Once Caldas e Santa Fe. Nella Súper Liga 2014 il Nacional, partecipante in quanto campione nella stagione precedente, perse ai rigori per 4-3 contro il Deportivo Cali (2–2 il risultato complessivo).
Nella Coppa Libertadores 2014 fu eliminato nei quarti di finale dal Defensor Sporting, che prevalse con un netto 3-0 tra andata e ritorno, mentre nella Copa Sudamericana 2014 il Nacional fu battuto in finale dal River Plate (1-1 a Medellín e 2-0 a Buenos Aires).

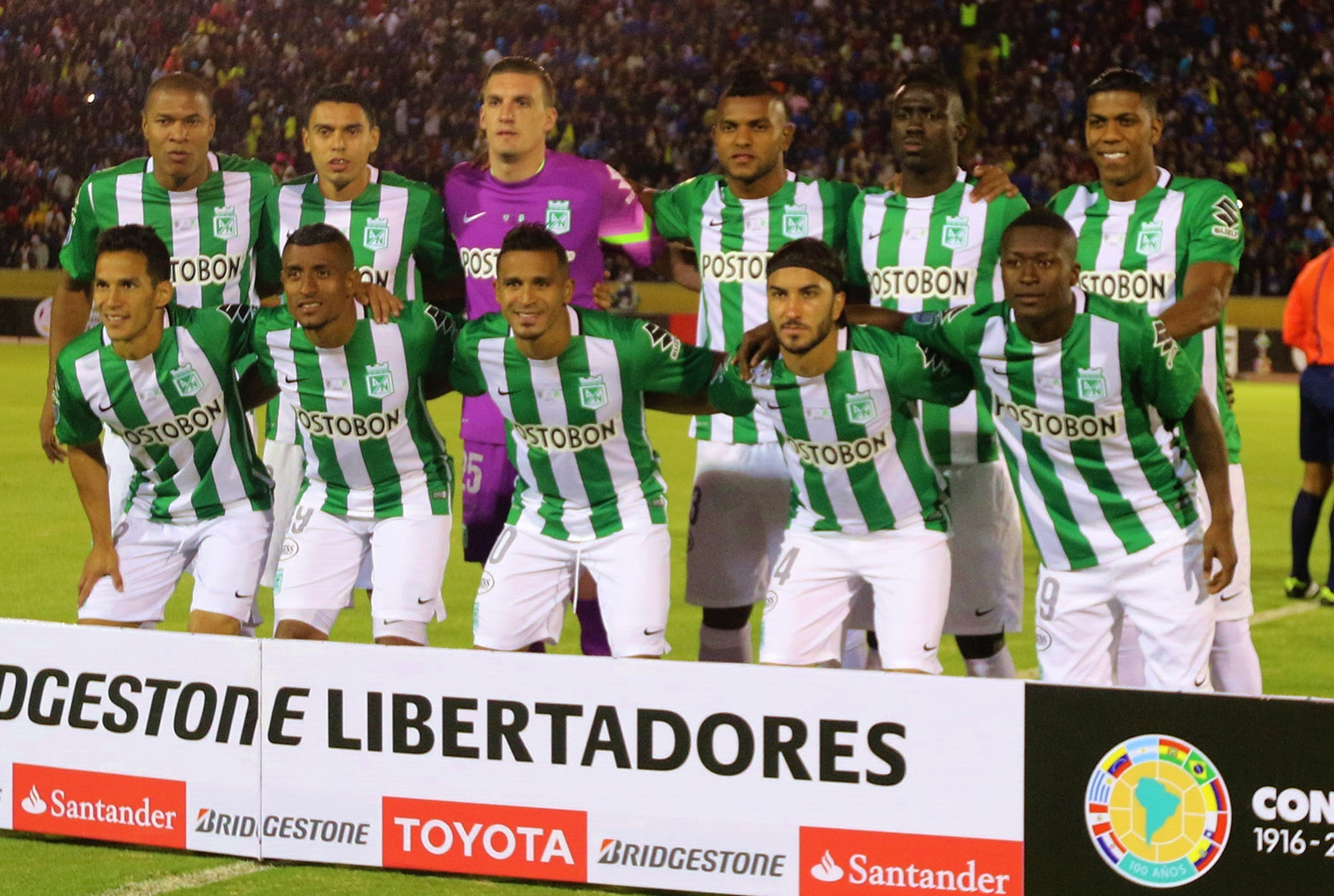
L'Atlético Nacional sceso in campo nella finale di andata della Coppa Libertadores 2016

Nel Categoría Primera A 2015 il Nacional fu eliminato ai quarti di finale del Torneo Apertura dal Deportivo Cali. Alla fine del torneo Osorio lasciò il club e fu ingaggiato dal San Paolo. Gli subentrò Reinaldo Rueda, ex allenatore della nazionale ecuadoriana e della nazionale honduregna. Nel Torneo Finalización il Nacional di Rueda si laureò campione battendo in finale lo Junior per 3-2 ai tiri di rigore (2-2 tra andata e ritorno). Jefferson Duque fu capocannoniere del torneo con 15 reti. Il Nacional divenne, con 15 titoli e un totale di 25 trofei tra allori nazionali e internazionali, la squadra colombiana più titolata.
Nella Coppa Libertadores 2015 il percorso del Nacional si arrestò negli ottavi di finale contro l'Emelec, vittoriosi per 2-0 all'andata e sconfitti per 1-0 nel ritorno.
Nel Torneo Apertura 2016 l'Atlético Nacional si classificò secondo con 39 punti, ad un punto dall'Independiente Medellín. Nei quarti di finale eliminò il Rionegro Águilas battendolo per 5-4 dopo i tiri di rigore (2-2 il risultato complessivo). In semifinale fu sconfitto per 4-2 ai rigori dallo Junior (1-1 il risultato complessivo).
Nel 2016 l'Atlético Nacional vinse per la seconda volta la Coppa Libertadores. Iniziò il torneo con cinque successi in sei partite, vincendo il proprio girone senza concedere gol contro Huracán, Peñarol e Sporting Cristal. Contro l'Huracán, negli ottavi di finale, prevalse per 4-2 nel ritorno in Colombia dopo lo 0-0 dell'andata. Nei quarti di finale ebbe la meglio sul Rosario Central, cui non bastò la vittoria per 1-0 ottenuta in casa e il gol del vantaggio siglato dopo otto minuti di gioco a Medellín. Il Nacional segnò, infatti, i tre gol necessari alla qualificazione, con Macnelly Torres nei minuti di recupero del primo tempo, con Alejandro Guerra al 50° e Orlando Berrío al 90º minuto di gioco. Contro il San Paolo il Nacional si aggiudicò sia l'andata (2-0 con doppietta di Miguel Borja, all'esordio con la nuova maglia e miglior marcatore del Torneo Apertura con 19 gol in 21 partite) che il ritorno (2-1 in rimonta con un'altra doppietta di Borja), raggiungendo dunque la finale di Libertadores, evento che non accadeva dal 1995. Nella doppia finale ebbe la meglio sui sorprendenti ecuadoriani dell'Independiente del Valle, pareggiando per 1-1 allo Stadio Olímpico Atahualpa e vincendo per 1-0 (gol di Borja dopo nove minuti di gioco) all'Atanasio Girardot.
Dopo la conquista del titolo continentale, dal 27 luglio l'Atlético Nacional fu impegnato in Copa Colombia, dove partì dagli ottavi di finale. Eliminate Real Cartagena (vittorioso per 2-1 in trasferta e battuto per 2-0 in casa nel ritorno), Patriotas Boyacá (3-0, 1-2) e Santa Fe (1-1 e 4-1), approdò alla doppia finale di novembre, dove batté (2-1 e 1-0) lo Junior, aggiudicandosi per la terza volta il trofeo.
Il 28 novembre 2016, giorno della finale di andata per la Coppa Sudamericana, la squadra avversaria rimase vittima del disastro aereo del volo LaMia 2933, nei pressi di Medellín: nell'incidente morirono 77 persone, tra le quali 19 giocatori della Chapecoense. La competizione fu annullata e la CONMEBOL, su proposta dell'Atlético Nacional, assegnò la coppa ad honorem alla Chapecoense.
Alla fine del 2016 la squadra colombiana divenne la prima compagine non europea ad aggiudicarsi il titolo di "Squadra mondiale dell'anno IFFHS" ma anche per le troppe cessioni , non riuscì a ben figurare alla Coppa del mondo per club FIFA 2016, cui ebbe accesso come campione del Sudamerica in carica. Il 14 dicembre 2016 l'Atlético Nacional debuttò nel torneo affrontando in semifinale al Suita City Football Stadium i giapponesi del Kashima Antlers, che vinsero per 3-0. Il 18 dicembre i colombiani furono terzi battendo ai tiri di rigore all'International Stadium Yokohama i messicani del Club América (2-2 dopo 120 minuti di gioco).
Il 10 maggio 2017 si aggiudicò la Recopa Sudamericana vincendo per 4-1 la gara di ritorno contro la Chapecoense ribaltando la sconfitta nell'andata, terminata 2-1 per i brasiliani.

## Divise ufficiali
Le magliette dei giocatori sono a strisce verticali bianche e verdi, ispirate alla bandiera della regione Antióquia, di cui Medellín è capoluogo. I colori sociali sono la causa del principale soprannome della squadra: Los Verdolagas.

## Palmarès

### Competizioni nazionali
- Campionato colombiano: 18  (record)

1954, 1973, 1976, 1981, 1991, 1994, 1999, 2005, 2007-I, 2007-II, 2011-I, 2013-I, 2013-II, 2014-I, 2015-II, 2017-I, 2022 (Apertura), 2024-II
- Copa Colombia: 7  (record)

2012, 2013, 2016, 2018, 2021, 2023, 2024
- Súper Liga: 4

2012, 2016, 2023, 2025

### Competizioni internazionali
- Coppa Libertadores: 2  (record colombiano)

1989, 2016
- Coppa Merconorte: 2  (record)

1998, 2000
- Coppa Interamericana: 2  (record colombiano)

1989, 1995
- Recopa Sudamericana: 1

2017

## Organico

### Rosa 2024
Aggiornata al 30 luglio 2024.
| N. |                     | Ruolo | Calciatore          |
| -- | ------------------- | ----- | ------------------- |
| 1  | Colombia (bandiera) | P     | David Ospina        |
| 3  | Colombia (bandiera) | D     | Juan Felipe Aguirre |
| 6  | Colombia (bandiera) | C     | Andrés Felipe Román |
| 7  | Colombia (bandiera) | A     | Andrés Sarmiento    |
| 8  | Colombia (bandiera) | C     | Edwin Cardona       |
| 9  | Colombia (bandiera) | A     | Alfredo Morelos     |
| 10 | Uruguay (bandiera)  | C     | Pablo Ceppelini     |
| 11 | Colombia (bandiera) | A     | Marino Hinestroza   |
| 13 | Colombia (bandiera) | C     | Juan Torres         |
| 15 | Colombia (bandiera) | P     | Harlen Castillo     |
| 16 | Colombia (bandiera) | D     | William Tesillo     |
| 19 | Colombia (bandiera) | A     | Kevin Viveros       |
| 20 | Colombia (bandiera) | D     | Joan Castro         |
| 21 | Colombia (bandiera) | C     | Jorman Campuzano    |

| N. |                     | Ruolo | Calciatore         |
| -- | ------------------- | ----- | ------------------ |
| 25 | Colombia (bandiera) | P     | Luis Marquinez     |
| 27 | Colombia (bandiera) | A     | Dairon Asprilla    |
| 28 | Colombia (bandiera) | D     | Simón García       |
| 30 | Colombia (bandiera) | A     | Kevin Parra        |
| 32 | Colombia (bandiera) | C     | Kilian Toscano     |
| 33 | Colombia (bandiera) | D     | Samuel Velásquez   |
| 36 | Colombia (bandiera) | D     | Juan Jose Arias    |
| 39 | Colombia (bandiera) | A     | Emilio Aristizábal |
| 77 | Colombia (bandiera) | D     | Alvaro Angulo      |
| 80 | Colombia (bandiera) | C     | Juan Zapata        |
|    | Colombia (bandiera) | C     | Sebastián Guzmán   |
|    | Colombia (bandiera) | C     | Juan Pablo Ramírez |

## Giocatori

### Vincitori di titoli
Campioni del mondo
- José Luis Brown (Messico 1986)

## Stagioni passate
- 1989
- 2016